# Ethelmary Oakland

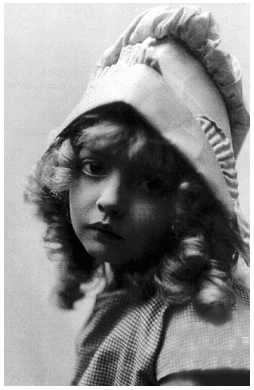
Ethelmary Oakland

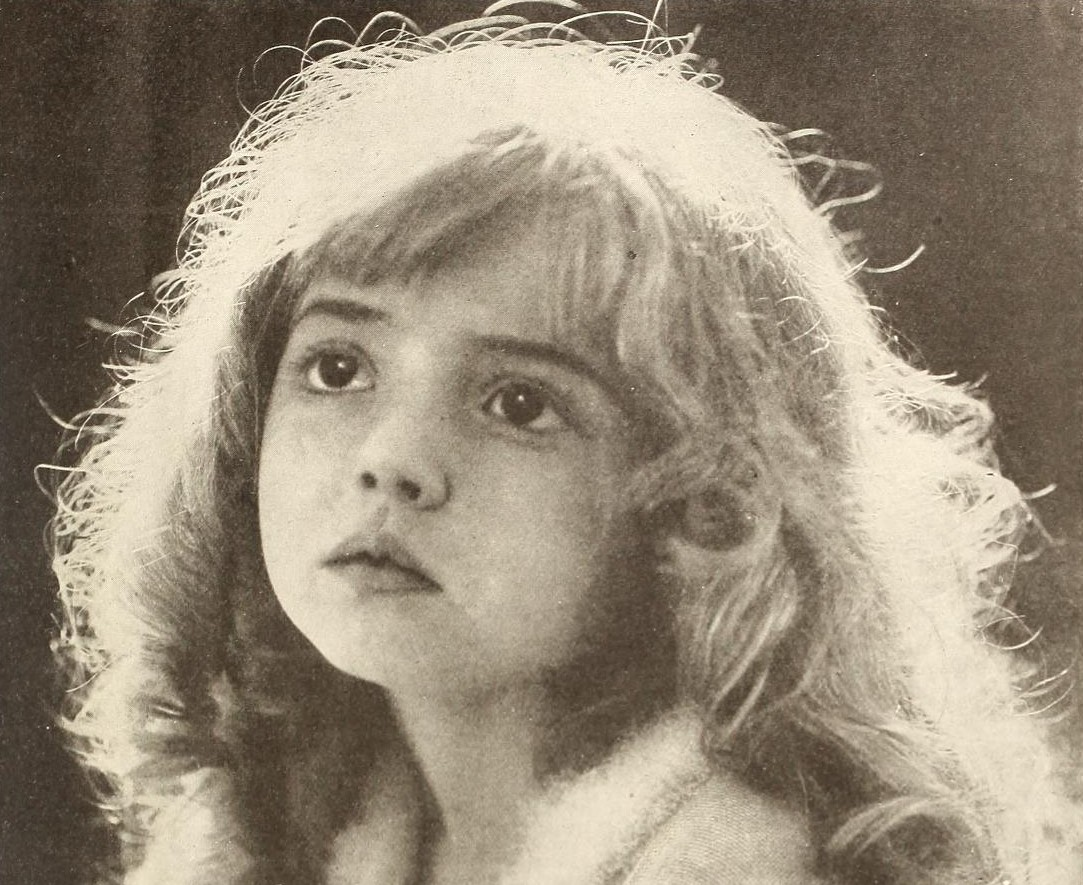
retrato de Ethelmary Oakland en 1916

Ethelmary Oakland (30 de julio de 1909 – 2 de diciembre de 1999) fue una actriz estadounidense que se convirtió en estrella infantil del cine mudo. Nació en Indiana y comenzó su carrera cinematográfica a los cuatro años. También recibió clases de danza con Anna Pávlova. En 1915, el Buffalo Times destacó que "su interpretación de papeles infantiles en la pantalla no tiene rival". Su salario en 1915 oscilaba entre 100 y 400 dólares a la semana (equivalente a entre 3100 y 12 400 dólares a la semana en 2024). Oakland posó para un retrato de Emil Fuchs que se exhibió en exposiciones públicas y en una galería en 1916.
Apareció en películas de Thanhouser Film Corporation como The World and the Woman (1916) con Jeanne Eagels, y Always in the Way (1915) con Mary Miles Minter y Charlotte Shelby. En 1917, Oakland apareció junto a Jack Pickford en The Dummy, producida por Famous Players–Lasky. En 1917, Oakland interpretó el papel protagonista en The Little Rebel.
Oakland abandonó la industria cinematográfica a finales de la década de 1910[cita requerida] y pasó a ser bibliotecaria en la Universidad Seton Hall.

## Filmography
- Always in the Way (1915)[13]
- Hearts of Men (1915)[3][14]
- John Brewster's Wife (1916)
- The Shine Girl (1916)[15]
- The World and the Woman (1916)[16]
- Divorce and the Daughter (1916)
- The Dummy (1917)[8]